# Pathanamthitta (distrikt)
Pattanamtitta är ett distrikt i Indien.   Det ligger i delstaten Kerala, i den södra delen av landet, 2 200 km söder om huvudstaden New Delhi. Antalet invånare är 1 197 412.
Följande samhällen finns i Pattanamtitta:
- Tiruvalla
- Pathanāmthitta
- Adūr